# Rio Cantagalo
Der Rio Cantagalo ist ein etwa 39 km langer linker Nebenfluss des Rio Cavernoso im Süden des brasilianischen Bundesstaats Paraná.

## Etymologie
Nach regionalem Glauben stammt der Name Cantagalo von einem alten Rastplatz der Tropeiros. Hier sei an kalten Wintermorgen ein harmonischer Hahnenschrei (portugiesisch: canta galo) zu hören gewesen. Eine andere Version besagt, dass die Tropeiros immer das Volkslied Cantiga de Galo aus Rio Grande do Sul auf den Lippen hatten.

## Geografie

### Lage
Das Einzugsgebiet des Rio Cantagalo befindet sich auf dem Terceiro Planalto Paranaense (Dritte oder Guarapuava-Hochebene von Paraná).

### Verlauf
Sein Quellgebiet liegt im Munizip Cantagalo am Südhang der Serra do Cantagalo auf 753 m Meereshöhe etwa 6 km nordwestlich des Hauptorts. Es liegt am Südhang der Serra do Cantagalo, die hier die Wasserscheide zwischen Rio Iguaçu und Rio Piquiri bildet.
Der Fluss verläuft überwiegend in südlicher Richtung. Er bildet ab der rechtsseitigen Einmündung des Rio Restinga Grande an der BR-277 die Grenze zwischen den beiden Munizipien Cantagalo und Virmond. Er mündet auf 578 m Höhe von rechts in den Rio Cavernoso. Er ist etwa 39 km lang.

### Munizipien im Einzugsgebiet
Am Rio Cantagalo liegen die zwei Munizipien Cantagalo und Virmond.